# Eriochrysis (psiquídeos)
Eriochrysis (Acrolophidae) é um gênero de mariposa pertencente à família Acrolophidae.